# Vann Molyvann
Vann Molyvann (khmer: វណ្ណ ម៉ូលីវណ្ណ ), född 23 november 1926 på flottbasen Ream nära Sihanoukville, död 28 september 2017 i Siem Reap, var en kambodjansk arkitekt. Under Sangkumregimen (1955–1970) inledde prins Norodom Sihanouk en utvecklingsplan för att modernisera hela kungadömet med nya städer, ny infrastruktur och en ny arkitektur. Molyvann blev förgrundsgestalten i denna rörelse och skapade en unik modernistisk arkitektur som fått namnet New Khmer Architecture.

## Biografi
Vann Molyvann föddes 1926 på flottbasen Ream nära Sihanoukville. Med hjälp av ett stipendium fick han möjlighet att 1946 flytta till Paris, Frankrike för att utbilda sig. Efter ett år av juridikstudier bytte han till arkitektur vid konsthögskolan i Paris (Ecole Nationale Supérieure des Beaux-Arts). Han studerade även vid Arretche studio innan han återvände till Kambodja 1956, där han ganska omgående blev utnämnd till chef över stadsplanering och statsarkitekt av prins Sihanouk.
Under denna period ritade Molyvann sådana kända byggnader som Konferenshallen Chaktomuk, Ministerrådsbyggnaden och Statspalatset i huvudstaden Phnom Penh. Han hade huvudansvaret för formgivningen och planeringen av nya städer som Tioulongville i Kirirom och Sihanoukville i Kompong Som och viktiga stadsplaner som moderniseringen av Bassac i Phnom Penh, där flera viktig kulturinstitutioner, som Nationalteatern Preah Suramarit och stadens utställningshall fick ligga granne med stora lägenhetskomplex. Han ritade även flera av Kambodjas ambassader och utställningar utanför landet.
1962 riatde han arenan National Sports Complex med en kapacitet för 60 000 besökare vilket då var den dyraste arenan i hela Sydostasien. Arenan, byggd för att hålla Olympiastandard är fortfarande den största i Kambodja. Den byggdes initiallt för Asiatiska spelen 1963 men detta blev aldrig av varför den istället invigdes 1964.
1970 tog general Lon Nol och Röda khmererna makten över Kambodja i en statskupp och all modernisering stoppades. Vann flyttade till Schweiz med sin familj. Där arbetade han i 10 år för FN:s program för boende- och bebyggelsefrågor innan han 1991 återvände till Kambodja där han blev utnämnd till kulturminister och ordförande i ministerrådet. 2008 doktorerade han med arbetet Modern Khmer Cities om stadsutveckling i Asien.
Många av hans byggnader har på olika sätt förstörts genom åren. Så sent som 2008 revs Nationalteatern och Ministerrådsbyggnaden. Arenan National Sports Complex såldes 2001 till en privat aktör som fyllde igen det komplexa dräneringssystem som bland annat bestod av vallgravar, vilket idag hotar byggnaden på grund av de årliga översvämningarna under regnperioden.

## Verk
Under åren 1955 till 1970 arbetade Mollyvann med nästan 100 projekt. Följande är de mest välkända:

### Phnom Penh
- National Sports Complex
- Ministerrådet
- Statspalatset
- Chaktomuks konferenshall
- Lärarhögskolan
- Institutet för främmande språk (RUPP)
- Frihetsmonumentet
- Nationalteatern Preah Suramarit
- Front du Bassac housing development[6]

### Sihanoukville
- Kambodjas nationalbank med lägenheter för anställda
- SKD bryggeriet med lägenheter för anställda